# Io speriamo che me la cavo
Pour plus de détails, voir Fiche technique et Distribution.
Io speriamo che me la cavo est une comédie dramatique italienne réalisée par Lina Wertmüller et sortie en 1992.
Il est adapté de l'ouvrage Io speriamo che me la cavo (it) (litt. « Espérons que j'y arrive ») de l'instituteur Marcello D'Orta (it) (1953-2013) publié en 1990. C'est un recueil de 60 témoignages des élèves d'une école primaire de la ville d'Arzano, dans la campagne au nord de Naples.

## Synopsis
Un quiproquo fait que l'instituteur Marco Tullio Sperelli est muté par erreur à l'école De Amicis de Corzano, une ville pauvre de la région napolitaine, plutôt qu'à Corsano, dans sa Ligurie natale. Dès son arrivée, l'enseignant se trouve confronté à une réalité très problématique : les enfants, tous en difficulté économique plus ou moins sévère, ne fréquentent pas l'école régulièrement parce qu'ils sont contraints de travailler (une pratique que même le maire avalise) pour aider leurs familles, à tel point que Sperelli doit aller les chercher un à un dans la rue ; la directrice de l'école ne s'acquitte pas de sa tâche car elle n'est jamais présente ; et le concierge qui semble jouer de fait le rôle d'administrateur de l'école, se livre par ailleurs à des trafics plus ou moins mafieux. 
Initialement assez dégoûté des mentalités de la ville, Sperelli demande aussitôt au ministère de l'Éducation d'être retransféré au plus tôt. En attendant, il se doit de faire cours du mieux qu'il peut. Cela ne va pas sans difficulté quand un élève, Raffaele, qu'il soupçonne de faire du rabattage pour la camorra locale, le traite de tous les noms et le provoque ouvertement en classe. En réponse, Sperelli le gifle et le jeune s'enfuit. Cette réaction amène les autres élèves à le craindre et à le respecter, mais Sperelli regrette son geste et tombe malade. Ce soir-là, il reçoit la visite de la mère de Raffaele, désespérée car son fils aîné vient de sortir de la prison pour mineurs et Raffaele suit ses traces...

## Fiche technique
- Titre original italien : Io speriamo che me la cavo[1]
- Réalisateur : Lina Wertmüller
- Scénario : Alessandro Bencivenni (it), Leonardo Benvenuti, Piero De Bernardi, Domenico Saverni (it), Lina Wertmüller, Andrej Longo
- Photographie : Carlo Tafani
- Montage : Pierluigi Leonardi
- Musique : Carlo D'Angiò (it)
- Décors : Enrico Job (it)
- Costumes : Benito Persico
- Producteur : Mario Cecchi Gori, Vittorio Cecchi Gori, Ciro Ippolito
- Sociétés de production : Cecchi Gori Group (it), Silvio Berlusconi Communications, Pentafilm
- Pays de production :  Italie
- Langue originale : italien
- Format : Couleur - Son mono - 35 mm
- Genre : Comédie dramatique
- Durée : 104 minutes (1 h 44[1])
- Dates de sortie : 
  - Italie : 9 octobre 1992
  - Canada : 12 septembre 1993 (Festival international du film de Toronto 1993)

## Distribution
- Paolo Villaggio : Marco Tullio Sperelli
- Isa Danieli : La directrice
- Gigio Morra : Bidello
- Sergio Solli : Cartonaio
- Paolo Bonacelli : Ludovico Mazzullo
- Ester Carloni : Tante Esterina
- Mario Porfito : Le maire Antonio Ruoppolo
- Filomena Lieto : Cecchina
- Alessandra Detora : Angeluccia
- Raffaele Gioia : Autista
- Adriano Pantaleo : Vincenzino
- Ciro Esposito : Raffaele
- Luigi Lastorina : Totò
- Maria Esposito : Rosinella
- Mario Bianco : Nicola
- Dario Esposito : Gennarino
- Carmela Pecoraro : Tommasina
- Pierfrancesco Borruto : Peppiniello
- Ilaria Troncone : Flora
- Anna Rita D'Auria : Lucietta
- Ivano Salazaro : Giovanni
- Salvatore Terracciano : Salvatore
- Antonio Scotto di Frega : Mimmuccio
- Marco Troncone : Giustino
- Roberta Galli : La sœur de Totò
- Giuliano Amatucci : Mezzarecchia
- Pietro Bertone : Docteur Nicolella
- Pietro Bontempo : Le père de Totò

## Production
Contrairement au livre dont le film est adapté, l'action du film n'est pas située à Arzano, pour des raisons de droits d'auteur, mais dans le village imaginaire de Corzano. Initialement, le choix du décor du film s'était porté sur la ville de Naples elle-même mais l'équipe, dès son arrivée dans la capitale de la Campanie, a été approchée par des personnages proches des cercles de la pègre qui ont réclamé 10 % du budget pour les autoriser à tourner sans encombre, ce qui a donc incité la réalisatrice à changer le lieu de tournage.
Le choix s'est donc porté sur la vieille ville de Tarente ; d'autres lieux qui ont servi de décor à certains plans incluent Tivoli (dans la scène de l'hôpital), Caserta, le célèbre Palais Royal, San Giorgio a Cremano dans la province napolitaine ainsi qu'Altamura et Corato dans la province de Bari.
Le fait d'avoir tourné majoritairement dans une station balnéaire a permis à la réalisatrice d'insérer cet élément dans le film, quelque chose de totalement absent du livre, étant donné qu'Arzano est situé dans la campagne à quelques kilomètres au nord de Naples.
Initialement, la réalisation devait être confiée à Castellano et Pipolo et Adriano Celentano devait incarner le rôle de l'instituteur.